# Leisure Suit Larry VII : Drague en haute mer
Leisure Suit Larry VII : Drague en haute mer (Leisure Suit Larry: Love for Sail!) est un jeu vidéo qui fait partie de la série Leisure Suit Larry. C'est le sixième et dernier jeu Leisure Suit Larry écrit par le créateur de série Al Lowe, mais aussi le dernier (à ce jour) à présenter le  protagoniste originale Larry Laffer comme personnage principal.
Malgré le nom donné pendant son développement, Leisure Suit Larry 7: Love for Sail!, il est en réalité le sixième jeu de la série en raison (apparemment intentionnelle) de la non-existence du quatrième jeu.

## Synopsis
Après avoir passé une nuit torride avec Chamara dans sa suite au « La Costa Lotta », qu'il a rencontré à la fin de Leisure Suit Larry VI : Tu t'accroches ou tu décroches !, Larry Laffer se retrouve attaché au lit avec les draps en feu, il s'ensuit alors une grande aventure sur un bateau de croisière de luxe nommé le USS Bouncy.

## Particularités
- Leisure Suit Larry 7 : Drague en haute mer semble plus étoffé, le style de graphisme du jeu est en dessin animé contrairement à ses prédécesseurs, il est aussi le premier jeu de la série intégralement avec des voix enregistrées.
- Cet opus était le premier jeu de la série Leisure Suit Larry à recevoir une cote ESRB (Mature) lors de sa sortie originale.
- À l'origine, un huitième opus qui devait s'appeler Leisure Suit Larry 8: Explores uranus (annoncé à la fin de cet opus) avec toujours Larry aux commandes était prévu.
- Leisure Suit Larry 7 fut le seul et unique jeu de l'Histoire à pouvoir être joué en "odorama"[1].